# Systoechus gradatus
Systoechus gradatus és una espècie de dípter braquícer pertanyent a la familia Bombyliidae. Es pot trobar a Alemanya, Armènia, Àustria, l'Azerbaidjan, Bòsnia i Hercegovina, Bulgària, Croàcia, Egipte, Eslovènia, Espanya, Finlàndia, França, Grècia (incloent Corfú), Geòrgia, Hongria, l'Iran, Itàlia (incloent Sicília), Kirguizstan, Portugal, Romania, Tajikistan, Turkmenistan i Xina (Xinjiang).